# انتخابات الرئاسة النيجرية 2011
انتخابات الرئاسة النيجرية 2011 هي انتخابات رئاسية جرت في 2011، في النيجر.
فاز بالانتخابات محمد يوسفو.

## المرشحين
| المرشح     | الحزب | عدد الأصوات | عدد المقاعد |
| ---------- | ----- | ----------- | ----------- |
| محمد يوسفو |       |             |             |